# 209a Brigada Mixta (Exèrcit Popular de la República)
La 209a Brigada Mixta va ser una unitat de l'Exèrcit Popular de la República creada durant la Guerra Civil Espanyola. Al llarg de la contesa va arribar a operar en els fronts de Terol, Llevant i Extremadura, on va tenir un paper rellevant.

## Historial
La brigada va ser formada al començament d'agost de 1937 a Alcalá de Henares, a partir d'efectius de la 46a Divisió d'«El Campesino» —unitat a la qual va ser assignada. La prefectura de la 209a Brigada Mixta va ser lliurada al major de milícies Severiano Aparicio Gaya, mentre que José del Campo Cayol, del PCE, va ser nomenat comissari polític.
El 21 de gener de 1938 la unitat va sortir de les seves casernes a Alcalá de Henares, al costat de la resta de la 46a Divisió, per a dirigir-se al capdavant de Terol, una vegada allí, els seus homes van cobrir la línia defensiva establerta a Villastar. A la fi de gener es trobava defensant la Muela de Terol. Després del final de la batalla de Terol la 209a BM va tornar a Alcalá de Henares. No obstant això, unes setmanes després els franquistes van llançar una potent ofensiva al Front d'Aragó, i la unitat va ser anomenada novament.
El 13 de març va partir cap a la zona de Vinaròs, on va reforçar a les forces del XXII Cos d'Exèrcit; uns dies després, el 17 de març, va llançar diversos contraatacs contra els caps de pont enemigues sobre el riu Guadalop. Els contraatacs no van tenir èxit, i el 19 de març va haver de retirar-se cap a la Codonyera. L'arribada al mar dels Exèrcits franquistes i la consegüent divisió en dues del territori republicà van deixar a la brigada separada de la 46a Divisió.
El 13 d'abril va ser enviada al front de Castelló. Cap al 10 de juny la 209a BM es trobava situada en el sector central de Castelló de la Plana, però davant la pressió enemiga i el risc de quedar voltada a la Serra de Borriol, dos dies més tard es va retirar. El 4 de juliol va ser integrada dins del Cos d'Exèrcit «A», replegant-se cap a posicions defensives de la línia XYZ. L'ofensiva franquista a Llevant es va esgotar després de l'inici de la batalla de l'Ebre. Unes setmanes després, a l'agost, la brigada va ser integrada en la 6a Divisió del XX Cos d'Exèrcit, i va ser enviada al front d'Extremadura sota el comandament del comandant d'infanteria Hernando Liñán Castaño.
Poc després de la seva arribada a Extremadura la 209a Brigada Mixta es va enfrontar a les forces franquistes en el sortint de Cabeza del Buey, infligint a la 21a Divisió franquista una sèrie derrota. La brigada va quedar llavors en línia i encara que entre 11 i 15 d'octubre va intentar atacar una altra vegada Cabeza del Buey, aquesta vegada l'atac es va saldar amb un fracàs. La unitat va romandre en el front d'Extremadura fins al final de la contesa, al març de 1939.

## Comandaments
Comandants
- Major de milícies Severiano Aparicio Gaya;[6]
- Comandant d'infanteria Hernando Liñán Castaño;

Comissaris
- José del Campo Cayol, del PCE;[7]
- Domingo Vélez, del PCE.